# Alfred Defago

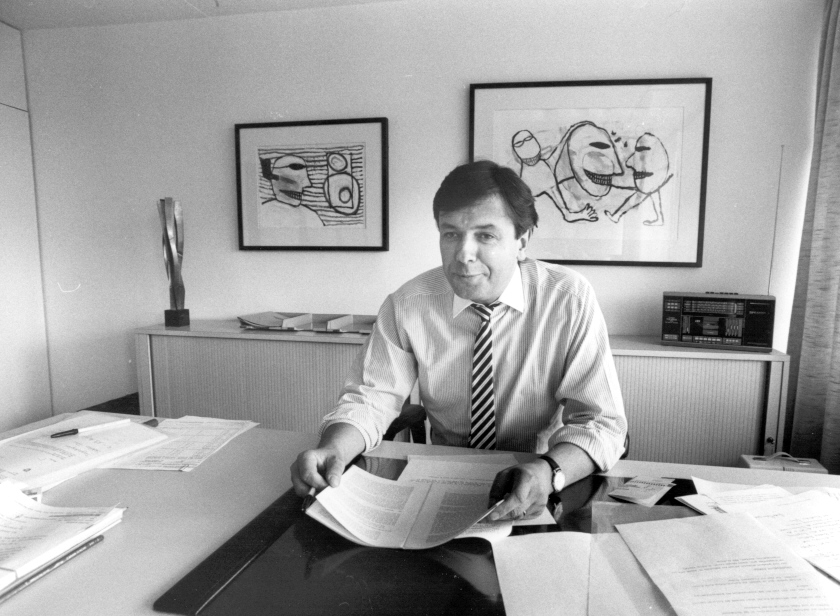
Alfred Defago (1985)

Alfred Defago (* 1942 in Chur, Kanton Graubünden) ist ein Schweizer Journalist, Chefbeamter und Diplomat.

## Leben
Defago absolvierte nach dem Schulbesuch in Chur ein Studium der Geschichte sowie der Germanistik in Bern, Wien und Rom und legte seine Promotion zum Dr. phil. ab. Von 1971 bis 1986 arbeitete er beim Schweizer Radio als Auslandredakteur, Chef des Ressorts Inland/Wirtschaft und schliesslich als Chefredakteur des Schweizer Radios DRS. Danach war er bis 1993  Direktor des Bundesamtes für Kultur, von 1993 bis 1994 war er Generalsekretär des schweizerischen Aussenministeriums (EDA) in Bern.
Am 17. August 1994 wurde er diplomatischer Quereinsteiger Nachfolger von Roger Bär als Generalkonsul in New York City und verblieb dort bis zum 12. April 1997, woraufhin Jacques Reverdin sein Nachfolger wurde. Im Anschluss löste er am 13. April 1997 Carlo Jagmetti als Botschafter in den USA ab und bekleidete dieses Amt bis zum 31. August 2001. Sein Nachfolger wurde im Anschluss Christian Blickenstorfer. Über seine Erlebnisse in den USA verfasste Defago, der in Südflorida lebt und US-Bürger geworden ist, zwei Bücher.
Ab 2001 lehrte er als Gastprofessor an der University of Wisconsin-Madison und an der Florida Atlantic University Internationale Beziehungen.

## Veröffentlichungen
- Was ist mit Amerika los? Beobachtungen aus einem Land, das anders denkt, Stuttgart/Wien 2004, ISBN 978-3-7193-1326-5
- Die USA, Barack Obama und der amerikanische Traum. Streiflichter auf eine Nation im Umbruch, Stuttgart/Wien 2009, ISBN 978-3-7193-1488-0